# Jan Jiří Heermann

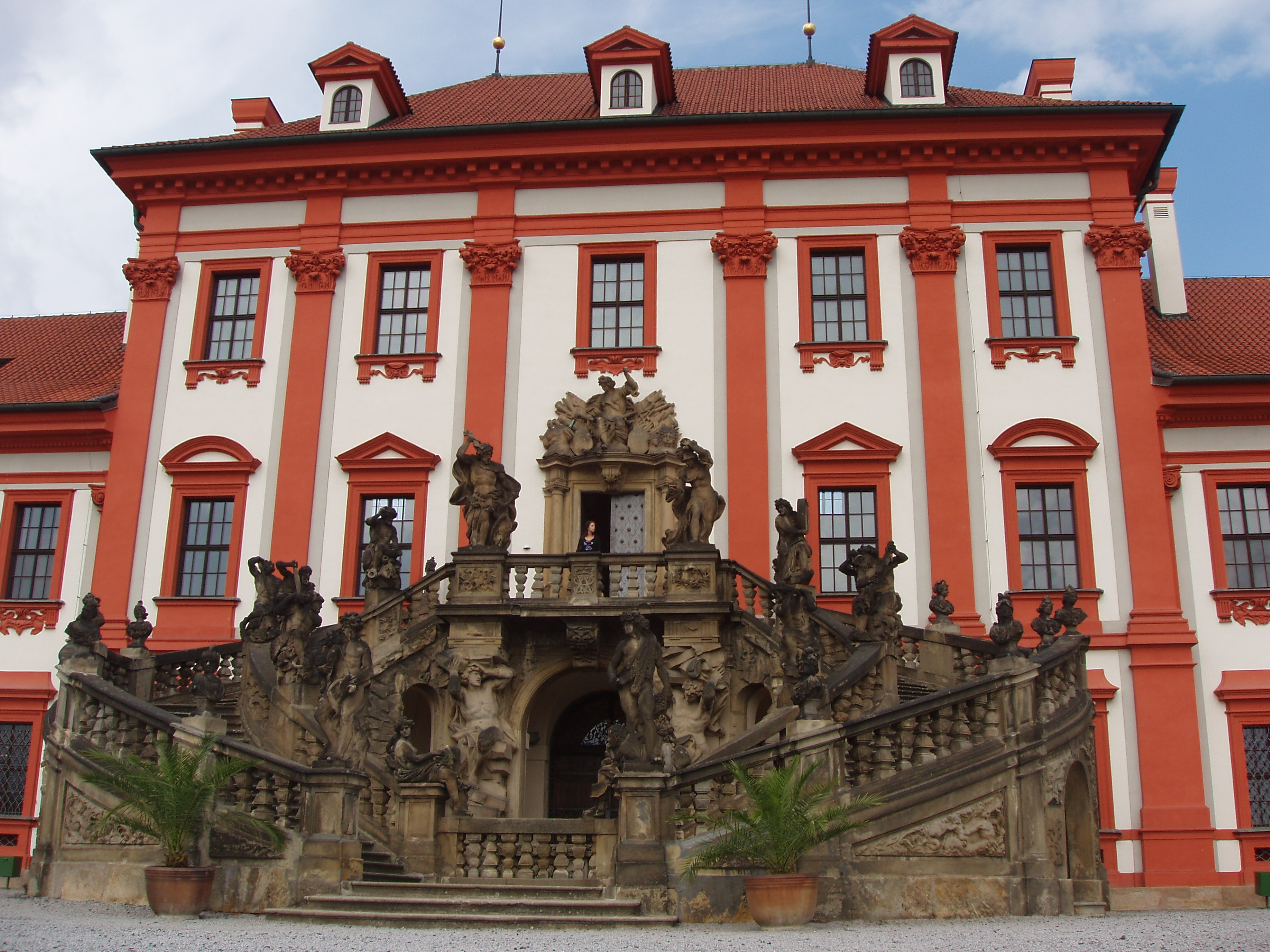
Schodiště zámku Trója je patrně nejslavnějším Heermanovým dílem v Česku

Jan Jiří Heermann (narozen mezi lety 1640 a 1650 pravděpodobně ve Weigmannsdorfu (Sasko) – zemřel po roce 1700 v Drážďanech), byl německý barokní sochař. Na některých svých dílech spolupracoval se synovcem Pavlem Heermannem.

## Život a dílo
Pocházel ze saského venkova a sochařem se vyučil ve Schneebergu v dílně Johanna Böhmeho. Po ukončení studií pobýval deset let v Itálii, převážně v Benátkách a Římě, kde se setkal s významnými umělci, jako byli Balthasar Permoser a Jean Baptiste Mathey.
Před rokem 1679 máme záznamy o jeho opětovném pobytu v Drážďanech, kde se vypracoval až na post dvorního sochaře. Víme však, že byl činný i v dalších německých městech, jako jsou Zhořelec, Linec, Gressenheim nebo Tamselt u Küstrinu. Jeho nejvýznamnější realizací v Drážďanech byl Paridův soud (1679–1683) pro Grosser Garten skládající se ze čtveřice pískovcových soch. Příklon k antice, který je na tomto sousoší zřejmý, pochází pravděpodobně z učení v Itálii. Jeho italizující projev nebyl však nejvýrazněji ovlivněn radikálním barokem Gianlorenza Berniniho. Vedle severského východiska u něj najdeme vliv umírněnějšího, realisticky cítěného sochařství Alessandra Algardiho, návaznost na dílo Domenica Guidiho, ale i jednotlivé ohlasy tvorby raného římského baroka, děl Pietra Berniniho a dokonce i Niccola Cordiéra.
Postupně se začíná zabývat i architekturou a sám se začíná nazývat „sochařem architektem“. Jeho neuskutečněným návrhem z roku 1683 bylo náměstí s kostelem Frauenkirche pro Drážďany (kostel byl později vybudován podle návrhu G. Bähra). Před rokem 1685 vytvořil pro kostel sv. Petra a Pavla ve Zhořelci výzdobu varhan, která však byla zničena při velkém požáru roku 1691. 1695–1703 spolu se svým synovcem Pavlem Heermannem vytesal bohatou výzdobu dvouramenného schodiště pro zámek Trója, objednavatelem byl Vojtěch Václav Šternberk. Pro české země vyřezal ještě akantový rám a dvojici andělů pro kostel sv. Václava na Malé Straně. Toto dílo vznikalo mezi lety 1689–1691 na objednávku malostranského purkmistra a rady. Bylo však odmítavě přijímáno našimi umělci a spor se vedl také kvůli nedostatečnému finančnímu ohodnocení. V období sporu se ukazuje jeho hospodářská tíseň, byl nazýván „chudým starcem“. Vyznáním byl luterán a svého náboženství se nemínil vzdát, což mohlo způsobit další potíže, stejně jako skutečnost, že v Praze nenabyl měšťanského práva a cech „pražský pořádek“ mu bránil v živnosti.
Jeho nejvýznamnějším dílem bylo dílo opět pro kostel sv. Petra a Pavla ve Zhořelci – a to hlavní oltář kostela. Dílo je signováno a datováno „George Hermann, Architekt und Bildhauer in Dresden 1695“. Na oltáři jsou umístěny figury čtveřice evangelistů, trojice kardinálských ctností, efébští andělé, andílci a dvojice andělských hlaviček. Další čtveřici evangelistů tvoří 1695–1700 pro oltář v Linci u Grossenhainu. Na konci 90. let vytváří epitaf Jana Adama Schoniga a jeho ženy pro Tamsel u Kostrzynu v Polsku.

## Schodištězámku Trója
Mezi sochaři, působícími kolem roku 1685 v Praze, nebyla větší osobnost s dostatečnou znalostí italských předloh a vlastním sochařským projevem římského ražení, a proto se hrabě Šternberk rozhodl obrátit na Jana Jiřího Heermanna, který tehdy pracoval pro saského kurfiřta v Drážďanech. I přes velký rozsah zakázky se Heermann nepřestěhoval do Prahy. Vedl stále svou drážďanskou dílnu a do Prahy zajížděl na delší i několikaměsíční pobyty.
Jan Jiří Heermann dodal pro zámek sochy kamenné, umístěné podél zdi na terasách, v zahradních grótách, průhledech zahrady, nad vstupními branami, na průčelí stájí a nad jejich vchody. Jeho prací jsou také mramorové busty čtyř ročních období pro interiér zámku (kromě Léta), ty tvoří kolem roku 1700 a dnes jsou umístěny v Národní galerii a nahrazeny kopiemi.
Nejvýznamnější z jeho děl je Gigantomachie, umístěná na balustrádě schodiště, poté nad oběma portály a na balkóně zahradního průčelí. Je velice pravděpodobné, že J. J. Heermann navrhoval i architekturu schodiště, které je zřejmě stavebně pozdějším doplňkem (jeho tvar se totiž vymyká názoru projektanta vily, Jeana Baptiste Matheyho). Schodiště má půdorys příčného oválu. Aktuálním motivem římské vilové architektury po polovině 17. století byly nástupy otevřenými, vnějšími schodišti, někdy sochařsky zdobenými. Giovanni Antonio de Rossi realizoval takové schodiště nad křivkovým půdorysem jak před průčelím vily Astalli (1663), tak v monumentálnější verzi před průčelím vily Altieri na Lateránu. Především vliv druhé stavby na kompozici schodiště v Tróji je patrný. Vítězství Olympanů nad Giganty na schodišti vedoucím do hlavního sálu, ve kterém je výzdoba oslavující nedávné habsburské vítězství nad Turky, bylo patrně chápáno jako mytologická narážka na velký triumf – triumfální umění. Jednotlivé plastiky po obvodu schodiště představují antická božstva, alegorie denních i ročních období a světadílů.
Jan Jiří Heermann je představitelem přechodného slohového stupně připravující vrcholné baroko. Snažil se sloučit tradiční dekorativní funkci plastiky v rámci architektury s myšlenkou strhujícího děje a váže všechny figury v jednotnou kompozici. Nejlepší figury jsou atlanti nesoucí balkón, kteří jsou datováni rokem 1685 a signovány. Rozdíly v kvalitě jsou způsobeny podílem méně zkušeného sochaře Pavla Heermanna a dalších pomocníků, stejně jako přestávky, způsobené prací Jana Jiřího na Grosser Garten. Dvanáct alegorických bust na vnější balustrádě vzniklo dodatečně a zřejmě v dílně Jana Brokofa. Svou koncepcí a velkorysostí rozvrhu schodiště v Tróji se podílelo na přípravě vrcholného baroka v Čechách a ovlivnilo jeho další vůdčí představitele, zvláště pak tvorbu Brokofů. Míra propojení až prolnutí architektury a plastiky, dosažená v kompozici vnějšího schodiště zámku, nemá u nás v této době vůbec srovnatelné obdoby.